# Seriphidium mongolorum
Seriphidium mongolorum là một loài thực vật có hoa trong họ Cúc. Loài này được (Krasch.) Ling & Y.R.Ling miêu tả khoa học đầu tiên năm 1988.